# کلیبورن پل
کلیبورن پل (به انگلیسی: Claiborne Pell) سناتور سابق عضو حزب دموکرات ایالات متحده آمریکا بود. وی در سال ۱۹۶۱ تا ۱۹۹۷ میلادی سناتور ایالت رود آیلند در سنای ایالات متحده آمریکا بود.